# 奥列格·布洛欣
奥列格·沃洛迪米羅維奇·布洛欣（羅馬化：Oleh Volodymyrovych Blokhin；1952年11月5日—），烏克蘭足球教练，烏俄混血，曾擔任乌克兰国家足球队主教练。他退役之前曾是苏联国家足球队的射手，是1975年欧洲金球奖（即“欧洲足球先生”）获得者。

## 运动员
布洛欣球员生涯的绝大部分时间都为基辅迪纳摩效力，是这支苏联冠军球队的领袖和头号射手，出场次数和进球数分别达到创纪录的432场和211球。他与基辅迪纳摩一起赢得了8次苏联冠军。1975年和1986年，布洛欣两次带领球队取得欧洲优胜者杯冠军；他本人在两次决赛中各打进一球。
在苏联国家队中，布洛欣保持着最高的出场纪录（112场）和进球纪录（42球）。他随队参加了1982年和1986年两届世界杯，并各打进一球。
1988年，布洛欣转会奥地利的施泰尔福尔韦茨，成为苏联最早加盟国外球队的球员之一。一年后，他又转投塞浦路斯球队利马索尔艾利斯，并于1990年在那里退役。

## 教练员
结束球员生涯后，布洛欣随即在希腊开始了自己的教练生涯，1990年至1993年间执教奥林匹亚科斯。期间，他带队夺得两次希腊杯和一次希腊超级杯。之后的近10年时间里，他先后执教PAOK、伊翁尼科斯和雅典AEK等球队。
2003年9月，布洛欣成为乌克兰国家队的主教练。在他的带领下，乌克兰打进2006年世界杯八强，在1/4决赛中败给当届冠军意大利队。由于未能将球队带入2008年欧洲杯，布洛欣于2007年12月辞去乌克兰国家队主教练职务。
几天后，布洛欣出任FC莫斯科的主教练。赛季结束后，球队名列第9，俱乐部方面宣布将布洛欣解雇。此前布洛欣表示，如果他事先知道俱乐部方面会放走多名主力球员、同时又要求取得好成绩，那他当时绝不会与俱乐部签约。也有观点认为，布洛欣在莫斯科失败的原因是与媒体关系欠佳，从而导致媒体持续对他进行攻击，影响了他在球队里的威信。
2011年4月，布洛欣再次出任乌克兰国家队主教练，带领球队备战由波兰和乌克兰联合主办的2012年欧洲杯。

## 从政
布洛欣退役后也曾步入政界。2002年，他成功连任乌克兰议会议员；同年10月，加入乌克兰联合社会民主党。近几年，由于专注于足球教练事业，布洛欣淡出政界。

## 家庭
布洛欣曾与蘇聯/乌克兰著名艺术体操运动员伊琳娜·杰留金娜（Irina Deriugina）结婚，并育有一女，名为伊琳娜。但两人已于1990年代初离婚。

## 荣誉
- 欧洲足球先生：1975年
- 苏联足球先生：1973年、1974年、1975年
- 乌克兰足球先生：1972年、1973年、1974年、1975年、1976年、1977年、1978年、1980年、1981年
- 苏联顶级联赛最佳射手：1972年、1973年、1974年、1975年、1977年
- 苏联顶级联赛总射手榜和总出场榜第一位
- 1985-1986赛季欧洲优胜者杯最佳射手[7]
- 1986-1987赛季欧洲冠军杯射手榜第二位[8]
- 苏联国家足球队总射手榜和总出场榜第一位
- 欧洲足联50周年奖（乌克兰代表）[9]
- 1972年夏季奥林匹克运动会男子足球铜牌
- 1976年夏季奥林匹克运动会男子足球铜牌